# Флаг Кот-д’Ивуара
Флаг Кот-д’Ивуара (фр. Drapeau de la Côte d'Ivoire) — в конституции Республики Кот-д’Ивуар назван «государственной эмблемой» (фр. L'emblème national), которой является «трёхцветный флаг из оранжевой, белой и зелёной вертикальных равновеликих полос».
Отношение ширины флага к его длине — 2:3.
Принят 4 декабря 1959 года.

## Символическое значение цветов флага
Оранжевая полоса символизирует саванну и плодородие земли на севере страны, белая — мир и единство, зелёная — надежду и леса юга страны.
Аналогичные цвета и такую же их трактовку имеет флаг Нигера, на котором оранжевая, белая и зелёная полосы расположены горизонтально. При этом у флагов Кот-д’Ивуара и Нигера нет ничего общего, кроме внешнего сходства по набору цветов, с флагом Ирландии и флагом Индии соответственно.
По другой версии, оранжевый — цвет земли, богатой и щедрой, символ борьбы и крови молодых людей, борющихся за эмансипацию. Белый — символизирует мир, но мир со справедливостью. Зелёный — символ надежды и уверенности в лучшем будущем.